# Goehle-Werk

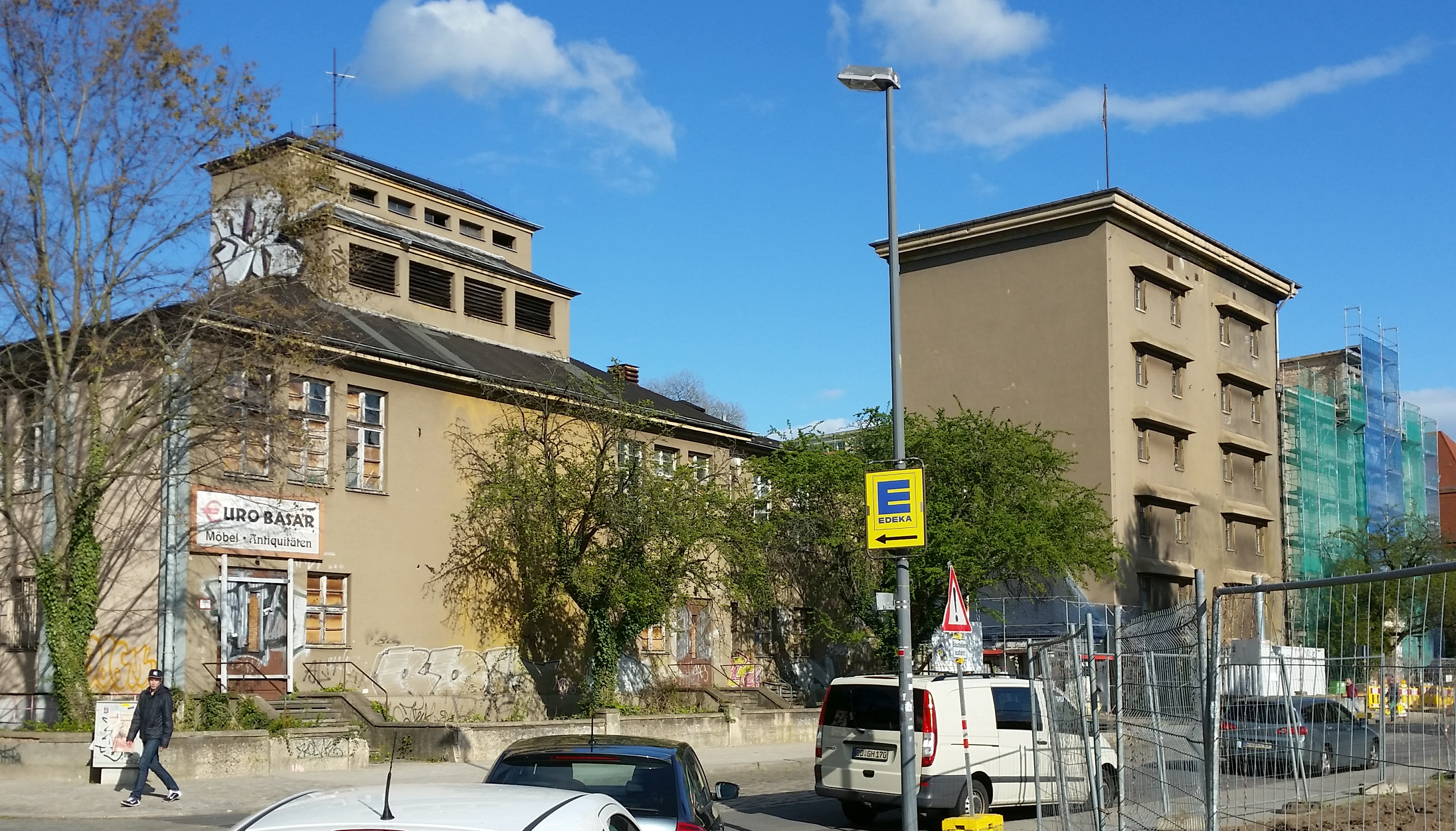
Ehem. Goehle-Werk, Gemeinschaftshaus und Turm C (v.l.n.r) an der Riesaer Straße

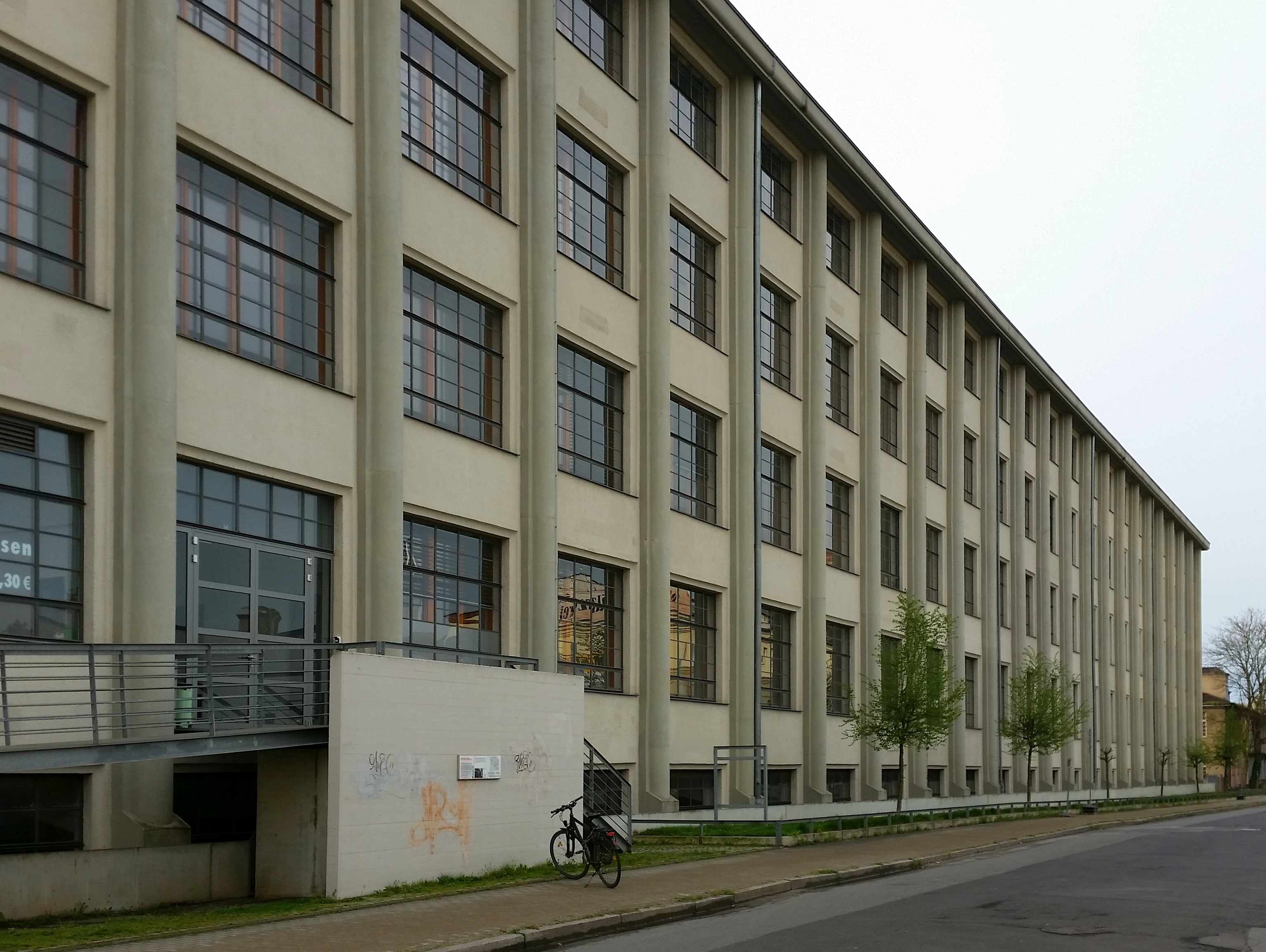
Ehem. Goehle-Werk, Gebäude A an der Heidestraße

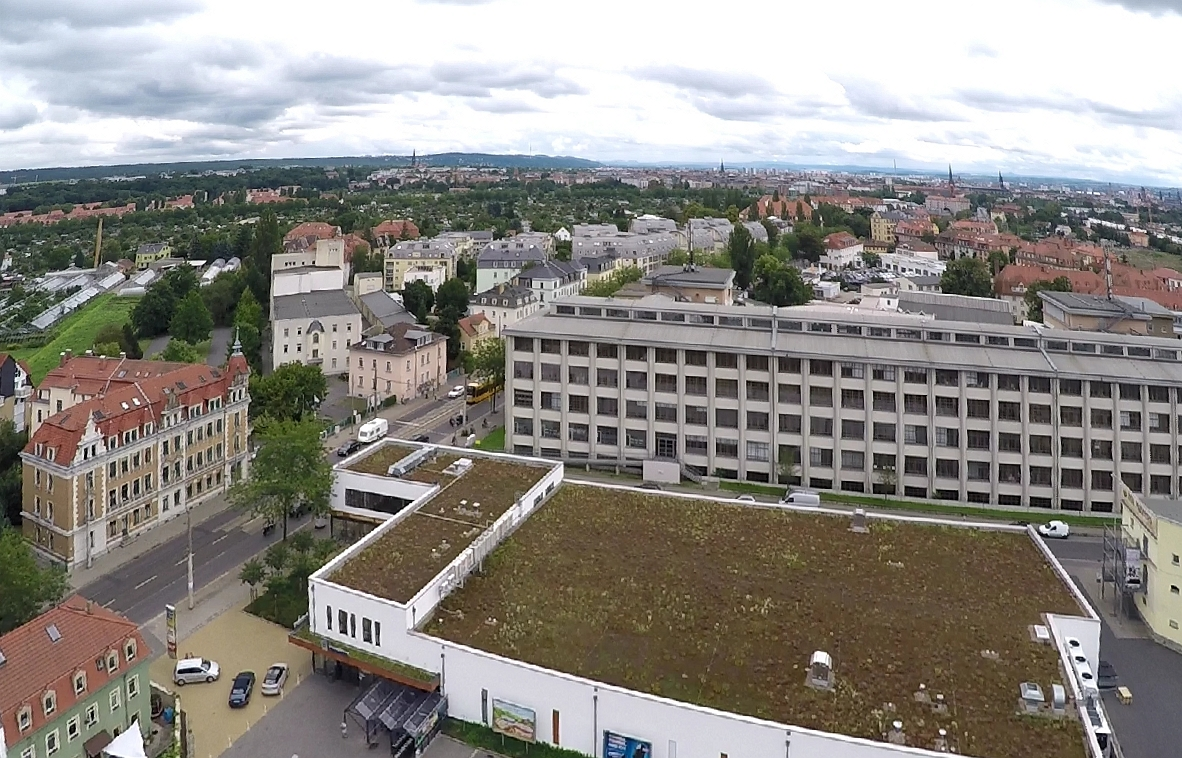
Gebäude A aus der Luft

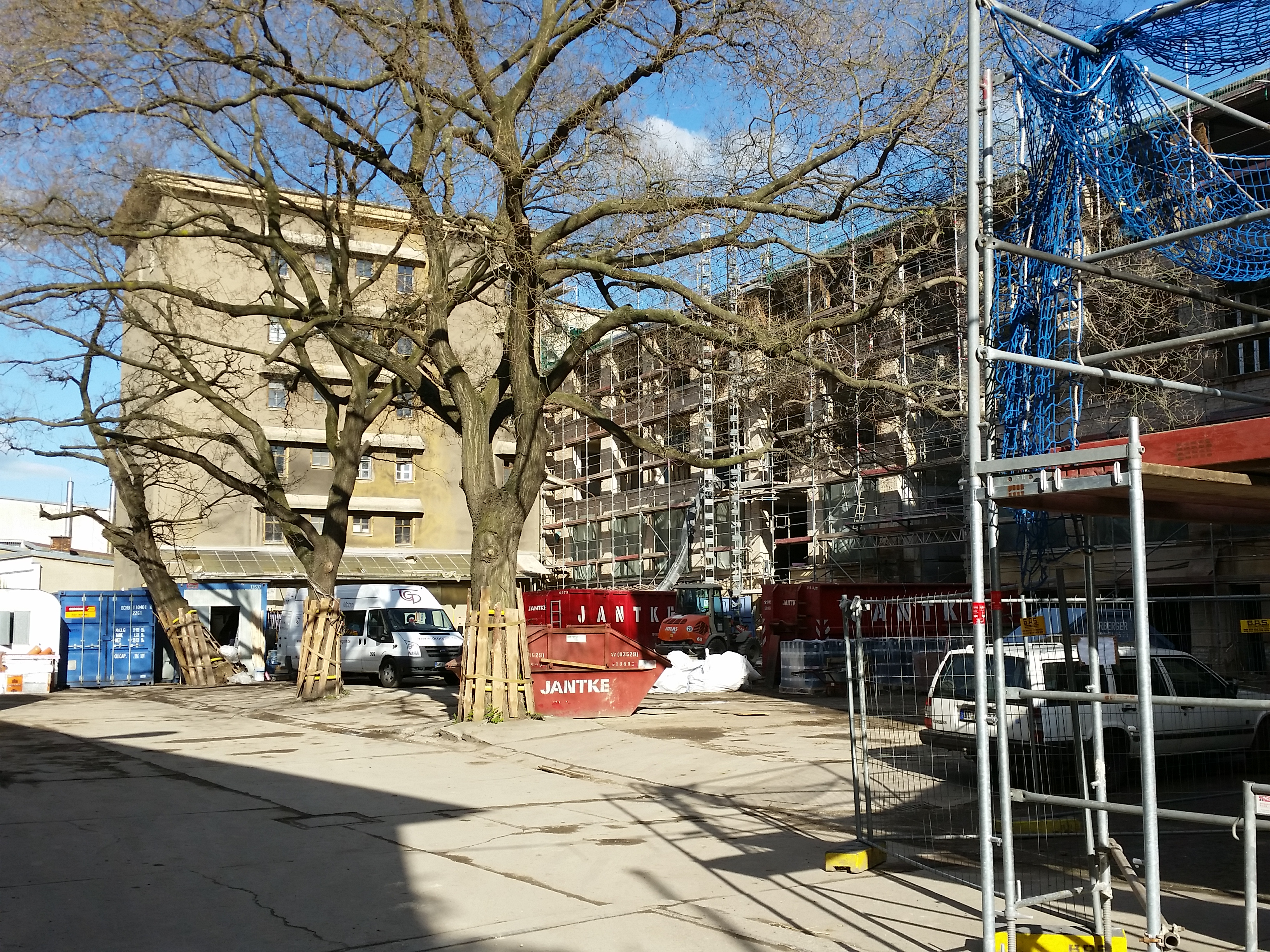
Ehem. Goehle-Werk, Innenhof mit Turm D und Gebäude B (v. l. n. r.) an der Riesaer Straße (2016)

Das Goehle-Werk (auch Goehlewerk) ist eine ehemalige Rüstungsfabrik in Dresden-Pieschen.
Ein Teil des Geländes wird heute als Gewerbehof für Existenzgründer, kleine und mittelständische Unternehmen genutzt, ein weiterer Teil des denkmalgeschützten Gebäudeensembles wird seit 2015 saniert und genossenschaftlich als Kulturfabrik Zentralwerk betrieben.

## Architektur
Das Goehle-Werk bestand aus den zwei Gebäuden mit je zwei Stahlbetonskelettbauten mit je zwei angeschlossenen Türmen und einem Gemeinschaftshaus auf einem Grundstück von etwa 7000 m²: Gebäude A mit den Türmen A und B in der Großenhainer Straße, Gebäude B mit den Türmen C und D sowie Gemeinschaftshaus in der Riesaer Straße 32. Die als Hochbunker konzipierten Türme aus Stahlbeton zeigen die typische Industriearchitektur der 1930er und 1940er Jahre mit kleinteiligen Fenstern und verstärkten Treppenhäusern. Zum Schutz gegen Luftangriffe mit Sprengbomben bis 500 Kilogramm und Brandbomben wurden die Türme als Luftschutz-Treppenhäuser konzipiert und mit Luftschleusen, Belüftungsanlagen und auskragenden Schutzdächern ausgestattet. Zudem waren alle Gebäude unterirdisch miteinander verbunden und sind dies teilweise heute noch.

## Geschichte

### 19.Jahrhundert
Die erste Bebauung erfolgte 1871 mit der Errichtung eines Gebäudes für die Nähmaschinenfabrik der Firma „Clemens Müller“ an der Großenhainer Straße (Gebäude A).

### 20.Jahrhundert
Zusätzlich zur Nähmaschinenfertigung wurde ab 1922 mit der Errichtung eines zusätzlichen Werks (Gebäude B) die Herstellung von Großschreibmaschinen aufgenommen.

### 1938–1945
Ab 1938 wurde das Gelände zur Rüstungsfabrik umgebaut. Die Auftragsvergabe erfolgte am 14. November 1938. Es wurden Zeitzünder, Brandschrapnelle für die 12,8- und 8,8-cm-Flakgeschosse und Bombenzünder hergestellt. Die Konzeption erfolgte durch den an der TH Dresden tätigen Professor für Baukonstruktionslehre und Industriebauten Georg Rüth und den Architekten und Professor für Raumkunst Emil Högg. Das Saalgebäude, bestehend u. a. aus dem Festsaal mit 400 m² und dem kleinen Saal mit 200 m² wurde 1940 als „Gemeinschaftshaus“ fertiggestellt.
1941 wurden insgesamt 1.046.200 Zünder hergestellt.  Auftraggeber für das Werk war das Oberkommando der Marine, benannt wurde es nach dem Konteradmiral der Kriegsmarine Herbert Goehle (1878–1947). Der reichseigene Betrieb wurde der Firma Zeiss Ikon zur Nutzung übergeben.
Im Goehle-Werk befand sich ab dem 9. Oktober 1944 zur Unterbringung von Zwangsarbeitern ein Außenlager des KZ Flossenbürg. An der Einrichtung war der SS-Obersturmführer und Kriminal-Kommissar Henry Schmidt maßgeblich beteiligt. Am 18. Oktober wurden dem Werk 200 KZ-Arbeiterinnen zugewiesen, fast ausschließlich russische und polnische Häftlinge. Zehn Tage später trafen erneut 300 Frauen ein. Daneben arbeiteten dort hauptsächlich ungelernte Zwangsarbeiterinnen, die zu einem großen Teil aus Polen und der Sowjetunion stammten. Unter anderem wurde die Jüdin Henny Brenner gezwungen, dort zu arbeiten. Zeugen sagten aus, dass die Lebensumstände der Arbeiterinnen äußerst widrig waren: So sei deren Verpflegung völlig unzureichend und folglich deren Gesundheitszustand mangelhaft gewesen. Im Dezember 1944 wurde zum Beispiel pro Frau etwa 500 Gramm Brot von der Werksküche abgerechnet. Die Arbeiterinnen schliefen in den oberen Geschossen der Goehle-Werke, die Fertigung fand darunter statt.
Die Aufseherinnen gehörten zum SS-Gefolge und brachten Gummiknüppel zum Einsatz. Oberaufseherin im Oktober 1944 war Gertrud Schäfer, welche im Februar 1945 von Margarete de Hueber abgelöst wurde. Diese wurde von Häftlingen als hart und grausam beschrieben. In einer undatierten Liste waren 22 Aufseherinnen verzeichnet, alle stammten aus Dresden oder der Umgebung. Zahlreiche Fluchtversuche sprechen vom großen Leidensdruck der Frauen. Noch im Monat der Einrichtung des Außenlagers, am 24. Oktober 1944, ist der Fluchtversuch von zwei Russinnen im Nummernbuch des Werkes vermerkt. Während der Luftangriffe auf Dresden in der Nacht vom 13. auf den 14. Februar wurden die Frauen im Goehle-Werk eingesperrt. Einige flüchteten erfolgreich in den nachfolgenden Wirren. Im Dezember 1944 wurden noch 679 Tagessätze für die Arbeiterinnen abgerechnet, nach den schweren Luftangriffen auf Dresden vom 13. bis 20. Februar 1945 fast gar keine. Die letzte Arbeitseinteilung vom 13. April 1945 wies 684 Häftlinge auf.
Häftlingstötungen konnten nicht nachgewiesen werden. Für den November 1944 sind zwei Todesfälle vermerkt. Eine Russin, welche zuvor im Goehle-Werk gearbeitet hatte, starb im Januar 1945 nach einer „Sonderbehandlung“ im KZ Flossenbürg.
Die Häftlinge des Goehle-Werks wurden Mitte April 1945 zu Fuß die Elbe entlang und per Bahn nach Leitmeritz evakuiert. Einige Insassen konnten schon vorher flüchten.

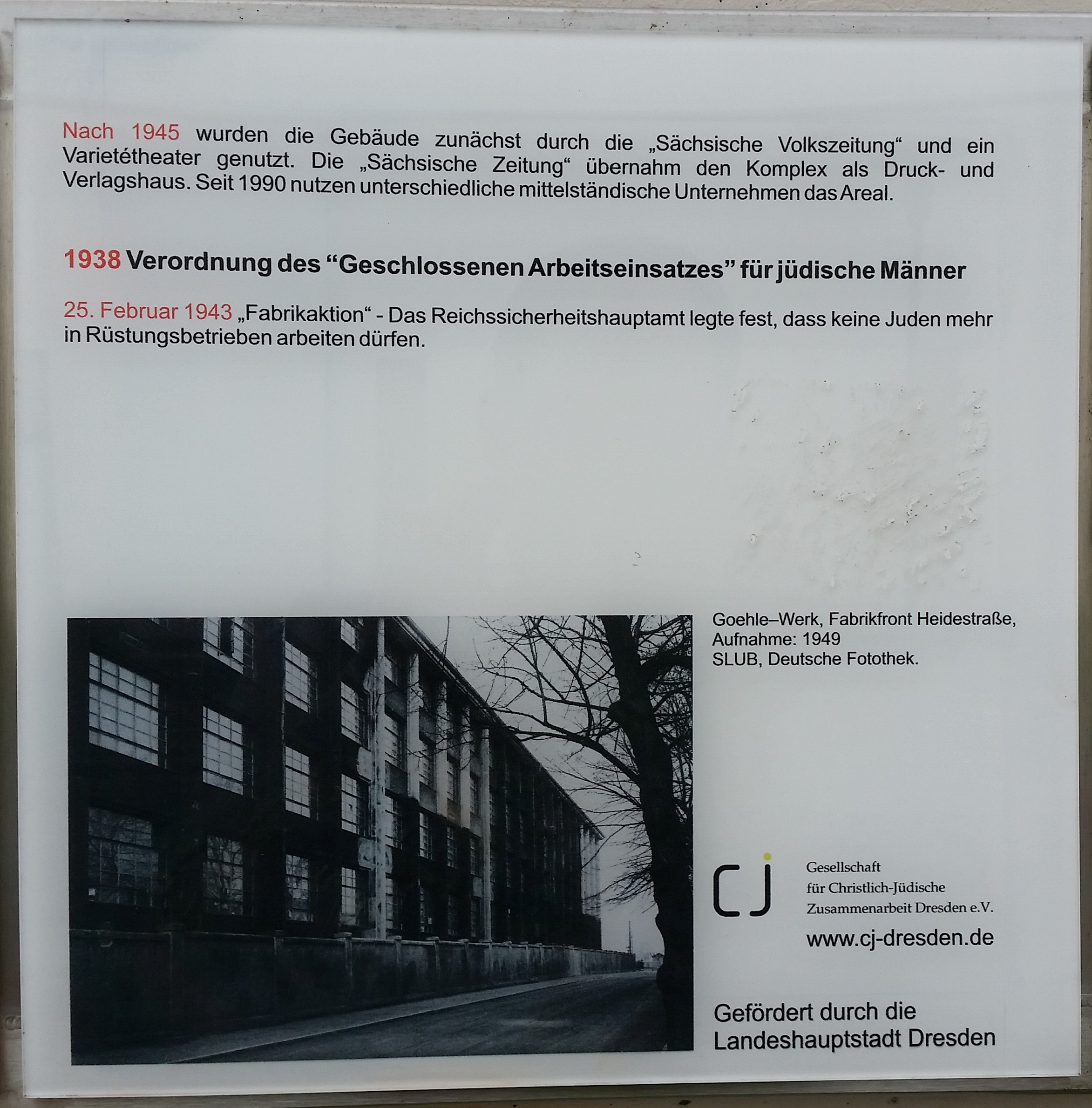
Informationstafel II mit Ansicht von 1949

### 1945–1996
Nach dem Luftangriff auf Dresden am 13. Februar 1945 war das öffentliche Wassernetz zusammengebrochen, aus den Tiefbrunnen der Anlage konnten die Einwohner der Umgebung versorgt werden. Nach dem Ende des Zweiten Weltkriegs wurden die Fabrikausrüstungen durch die sowjetischen Besatzer demontiert und die Immobilie enteignet. Entlang der Heidestraße lag ein Kultursaal, Karl-Hermann-Saal, der im zerstörten Nachkriegsdresden für Kultur- und politische Veranstaltungen genutzt wurde.
Im „Goehlewerk-Prozess“ wurden im Januar 1949 zehn Personen angeklagt – unter anderem der stellvertretende Betriebsleiter Karl Nitsche, mehrere Meister und SS-Aufseherinnen – und zu Strafen zwischen einem und acht Jahren Haft verurteilt.
Die Druckerei der Sächsischen Zeitung zog in die Gebäude ein, die später ein Unternehmen des VEB Grafischer Großbetrieb Völkerfreundschaft war. Die Druckerei wurde nach der Wende als „Betriebsteil Riesaer Straße 32“ der Dresdner Druck- und Verlagshaus GmbH & Co. KG bis 1996 weiter betrieben.

### 1996–2015
Mit der Stilllegung des „Betriebsteils Riesaer Straße 32“ zum Ende des Jahres 1996 wurden sämtliche Nutzungen als Druckerei beendet. Anfang der 2000er Jahre wurde das Gelände geteilt und das Gebäude A (mit den Hochbunkertürmen A und B) zu einem Gewerbehof für Existenzgründer, kleine und mittelständische Unternehmen umgebaut. In vier Geschossen und Türmen stehen etwa 9.000 m² Gewerbefläche und im Keller etwa 1.000 m² Lagerfläche zur Verfügung.
2012 wurden drei Informationstafeln zur Geschichte des Goehle-Werks als KZ-Außenstelle auf der Heidestraße angebracht.

### Seit 2015
Die Gebäude B (mit den Hochbunkertürmen C und D) und F (Gemeinschaftshaus) wurden 2015 von der gemeinnützigen Stiftung trias für ca. 900.000 Euro gekauft und der „Zentralwerk Kultur- und Wohngenossenschaft Dresden eG“ im Erbbaurecht für 99 Jahre überlassen. Die Genossenschaft nutzt die Gebäude als Wohn-, Gewerbe- und Atelier- und Veranstaltungsräume. Seit 2015 werden die Gebäude saniert und zu einem Kultur- und Wohnkomplex umgebaut. Es wurden ca. 5,7 Millionen EUR investiert. Daran beteiligen sich die städtischen Ämter für Kultur, Wirtschaftsförderung und Stadtplanung in Dresden mit 450.000 Euro und das Land Sachsen und der Bund mit 900.000 Euro. Ziel ist eine Aufteilung in etwa 50 Prozent Atelierfläche, 20 Prozent für Kulturveranstaltungen und 30 Prozent für Wohnungen.
Zur Erinnerung an die Geschichte des Gebäudes soll es einen Ausstellungs- und Veranstaltungsraum geben.
Im Gemeinschaftshaus werden ein Veranstaltungssaal sowie Atelierflächen zur Verfügung stehen. Finanziert wird der Umbau u. a. mit Hilfe einer Crowdfunding-Kampagne, in einem ersten Aufruf wurden 2018 für den Einbau einer Lüftungsanlage 30.000 EUR gesammelt.